# Звернення до мотиву
Звернення до мотиву — це модель аргументації, яка полягає в оскарженні тези, ставлячи під сумнів мотиви її висунення. Його можна розглядати як окремий випадок аргументу ad hominem circumstantial. Таким чином, цей тип аргументів може бути неформальною помилкою.
Загальною ознакою звернення до мотиву є те, що показується лише можливість мотиву (яким би невеликим) він не існував, а якщо мотив існував, то мотив відіграв певну роль у формуванні аргументу та його висновку. Дійсно, часто вважають, що сама можливість мотиву є достатнім доказом.

## Приклади
- "Цей вебсайт рекомендував віджет ACME замість віджета Megacorp. Але вебсайт також відображає рекламу ACME на своєму сайті, тому вони, ймовірно, були упереджені у своєму огляді." Теза в даному випадку – це оцінка вебсайтом відносних переваг двох продуктів.
- "Рефері — уродженець Нью-Йорка, тому його суддівство було явно упередженим до нью-йоркських команд". У цьому випадку теза складається з суддівських рішень.
- "Мій опонент постійно сперечається на користь того, щоб дозволити будувати торговий центр у центрі міста. Він не скаже вам, що його дочка та її друзі планують робити там покупки, коли він відкриється".

Приклади двох сторін, які використовують «звернення до мотиву» з одного питання:
- Демократи хочуть висунути імпічмент президенту [Трампу] за те, що він утримує допомогу, поки не отримає особисту послугу з України, і не накопає бруд на політичного опонента. Проте свідки визнають, що це «припущення» та «презумпція».
- «Демократи хотіли призначити імпічмент Президенту задовго до того, як з’явилася ця справа з Україною, тож ця справа з Україною не може бути чимось іншим, як обманом, що походить від їхньої простої ненависті до Президента».